# Зоря (Зубово-Полянський район)
Зоря́ (рос. Заря, ерз. Заря) — селище у складі Зубово-Полянського району Мордовії, Росія. Входить до складу Анаєвського сільського поселення.
Населення — 18 осіб (2010; 29 у 2002).
Національний склад (станом на 2002 рік):
- мордва — 97 %